# Scinax cabralensis
Scinax cabralensis é uma espécie de anfíbio da família Hylidae. Endêmica do  Brasil, onde pode ser encontrada na Serra do Cabral, nos municípios de Joaquim Felício e Buenópolis, no estado de Minas Gerais.